# Артур Гајтон
Артур Клифтон Гајтон (Оксфорд, 8. септембар 1919 — 3. април 2003) је био амерички физиолог.
Гајтон је добро познат по свом Уџбенику медицинске физиологије, који је брзо постао стандардни текст о овој теми у медицинским школама. Прво издање је објављено 1956. године, 10. издање 2000. (посљедње пре Гајтонове смрти), а 12. издање 2010. године. 14. издање (2020) је најновија доступна верзија.  То је најпродаванији уџбеник медицинске физиологије на свијету и преведен је на најмање 15 језика.  

## Биографија
Артур Гајтон је рођен у Оксфорду, у држави Мисисипи, у породици др Билија С. Гајтона, веома цењеног специјалисте за очи, уши, нос и грло, и Кејт Смолвуд Гајтон, професорке математике и физике која је била мисионар у Кини прије брака. 
Гајтон је првобитно намјеравао да буде кардиоваскуларни хирург, али је дјелимично парализован након што се заразио полиомијелитисом. Он је патио од ове инфекције 1946. године током своје посљедње године усавршавања. Патећи од парализе десне ноге, леве руке и оба рамена, провео је девет мјесеци у Варм Спрингсу у Џорџији, опорављајући се и примењујући свој инвентивни ум на изградњу првих моторизованих инвалидских колица контролисаних „џојстиком“, моторизованом дизалицом за подизање пацијената, специјалне протезе за ноге и друге справе за помоћ хендикепираним особама. За те проналаске добио је предсједничку награду.  
Упркос инвалидитету, био је отац десеторо дјеце која су сви постали прослављени лекари, укључујући професора офталмологије, професора интерне медицине, ендокринолога, реуматолога, два анестезиолога, два кардиоторакална хирурга и два ортопедска хирурга. Осморо његове дјеце је похађало медицинску школу на Харварду, једно је похађало Медицински факултет Универзитета Дјук, а једно је похађало медицинску школу Универзитета у Мајамију након што је докторирало на Харварду. 
Због инвалидитета је морао да одустане од свог плана да постане хирург. Уместо тога, концентрисао се на истраживање и наставу физиологије и постао шеф Одсека за физиологију и биофизику Универзитета у Мисисипију . Пензионисао се као предсједавајући катедре 1989. године, али је наставио као професор емеритус све до своје смрти 3. априла 2003. у саобраћајној несрећи, мање од мјесец дана након што му је рођено прво праунуче.